# Darryl McDaniels
Darryl Matthews McDaniels (n. 31 mai 1964, New York City, New York, SUA), cunoscut sub numele de scenă DMC, este un muzician și rapper american din New York. A fost membru al formației Run-DMC.